# Beattie (Kansas)
Beattie é uma cidade localizada no estado americano de Kansas, no Condado de Marshall.

## Demografia
Segundo o censo americano de 2000, a sua população era de 277 habitantes. 
Em 2006, foi estimada uma população de 265, um decréscimo de 12 (-4.3%).

## Geografia
De acordo com o United States Census Bureau tem uma área de 
0,6 km², dos quais 0,6 km² cobertos por terra e 0,0 km² cobertos por água. Beattie localiza-se a aproximadamente 369 m acima do nível do mar.

## Localidades na vizinhança
O diagrama seguinte representa as localidades num raio de 20 km ao redor de Beattie. 